# يان شابمان
يان شابمان (بالإنجليزية: Ian Chapman)‏ (31 مايو 1970 ببرايتون في المملكة المتحدة - ) هو لاعب كرة قدم بريطاني في مركز الدفاع. لعب مع برايتون أند هوف ألبيون ونادي غيلينغهام ونادي وايتهوك.

## وصلات خارجية
- يان شابمان على موقع قاعدة بيانات كرة القدم.إي يو (الإنجليزية)